# Сумський обласний центр позашкільної освіти та роботи з талановитою молоддю
Комунальний заклад Сумської обласної ради — обласний центр позашкільної освіти та роботи з талановитою молоддю — комплексний, багатопрофільний позашкільний навчальний заклад; організаційний, координаційний і методико-інформаційний центр навчально-виховної роботи з різних напрямів позашкільної освіти, у тому числі туристсько-краєзнавчого напряму та історико-краєзнавчої роботи.

## Історія
Заснований у червні 1997 року унаслідок злиття з Сумським обласним центром науково-дослідної та науково-технічної творчості молоді та Сумською обласною станцією юних натуралістів.
Заклад уключено до переліку найбільших позашкільних навчальних закладів МОН України.
Директор: Тихенко Лариса Володимирівна — кандидат педагогічних наук, доцент, Відмінник освіти України.

## Структура закладу
Функціональна структура закладу включає інформаційно-методичну та психологічну служби, Сумське територіальне відділення МАН України; десять навчально-виховних відділів (гуманітарно-оздоровчий, художньо-естетичний, туристсько-краєзнавчий, фізкультурно-спортивний, еколого-натуралістичний, соціально-реабілітаційний, науково-технічний, дослідницько-експериментальний, організаційно-масовий, методичний).

## Нагороди
У 2009 році педагогічний колектив Центру був відзначений Почесною грамотою Кабінету Міністрів України.
У 2013 році вдруге став переможцем відкритого рейтингу якості позашкільної освіти «Золота когорта позашкільників».
У 2015 році став бронзовим призером Всеукраїнської учнівської фенологічної кампанії «Вишнева Україна», проведеної у рамках Міжнародної науково-освітньої програми GLOBE.
У 2017 році отримав нагороду за найкращий вебсайт серед позашкільних навчальних закладів України (друге місце).